# Шофуку-Мару (891)
«Шофуку-Мару» (Shofuku Maru) — судно, яке під час Другої світової війни взяло участь у операціях японських збройних сил на Маршаллових островах.
«Шофуку-Мару» спорудили в 1940 році на верфі Urabe Zosen Tekkosho для компанії Towa Kisen.
Судно реквізували для потреб Імперського флоту Японії, переобладнали в сітьовий загороджувач та включили до складу 59-го дивізіону мисливців за підводними човнами.
Відомо, що в 1942 році «Шофуку-Мару» ніс службу на Маршаллових островах. 7 серпня він перебував біля атола Вотьє, де був торпедований та потоплений американським підводним човном «Тамбор».